# Armand de Vernon
Pour les articles homonymes, voir Vernon.
Armand de Vernon est un prélat du Moyen Âge, quarantième évêque connu de Nîmes en 1324.

## Biographie
Nommé évêque le 6 février 1324, il paie ses droits d'installation à la papauté, puis meurt presque aussitôt en Lombardie.